# Lisa Wirén
Lisa Wirén (* 23. März 1984 in Örebro) ist eine ehemalige schwedische Handballspielerin.
Die 1,74 m große Außenspielerin begann das Handballspielen im Jahr 1992 bei IFK Örebro. Im Jahr 2003 wechselte Wirén zum schwedischen Erstligisten Skövde HF, mit dem die Linkshänderin 2008 die schwedische Meisterschaft gewann. Im Sommer 2008 wurde sie vom deutschen Bundesligisten HC Leipzig verpflichtet. Mit dem HCL gewann Wirén 2009 und 2010 die Meisterschaft. Wirén verließ nach der Saison 2009/10 Leipzig. Ab Februar 2011 lief sie bis zum Saisonende 2010/11 für den schwedischen Verein Örebro SK auf.
Wirén bestritt 26 Länderspiele für die schwedische Auswahl, in denen sie 35 Treffer erzielte. Mit der Nationalmannschaft nahm sie an den Weltmeisterschaften 2009 in China teil. Zuvor gehörte Wirén bei den Europameisterschaften 2006 dem erweiterten schwedischen Aufgebot an, sie bestritt jedoch keine Partie.
Wirén gewann im Jahr 2024 mit Skövde HF die schwedische Meisterschaft in der Altersklasse Ü35.